# تفجير حافلة تل أبيب 2012

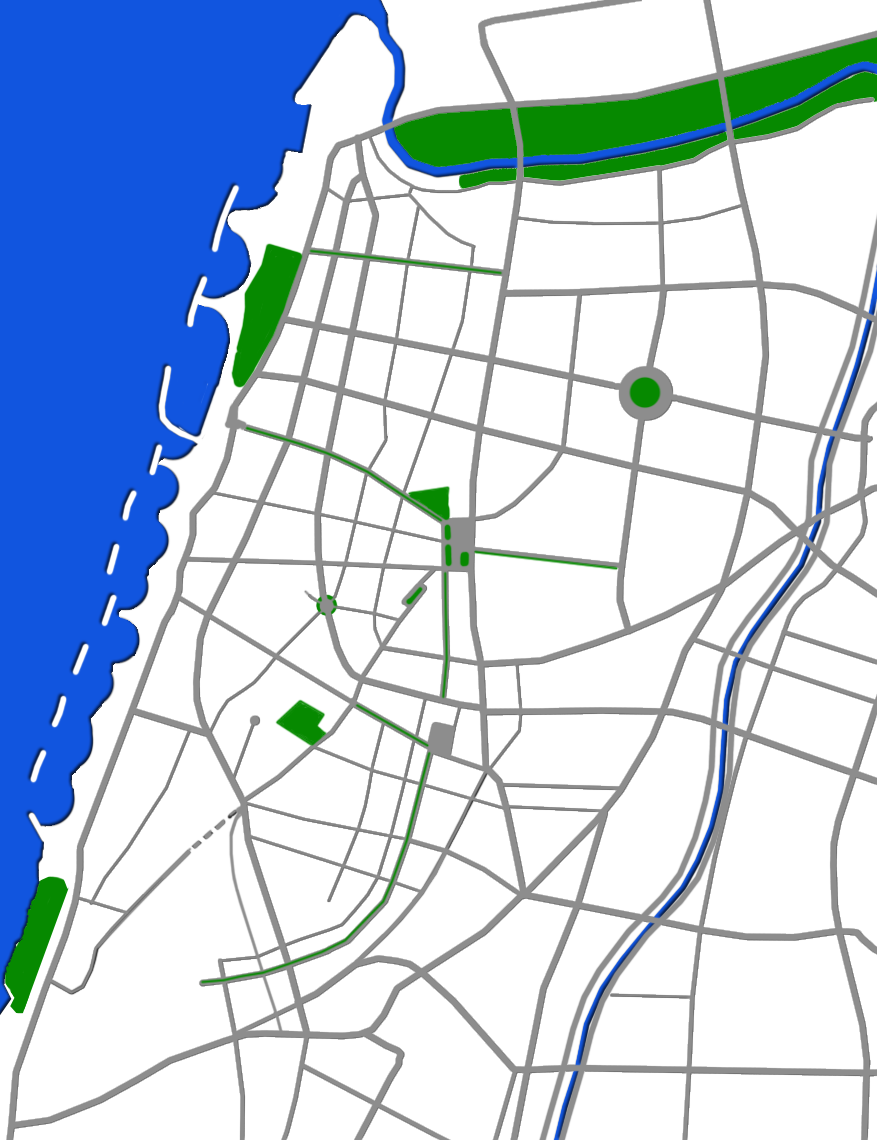
موقع الحادث

تفجير حافلة تل أبيب 2012  هي حادث وقع بمدينة تل أبيب الأسرائيلية في يوم الأربعاء 21 نوفمبر 2012 والذي وصفته الشرطة الأسرائيلية بأنه ناجم عن عمل أرهابي . التفجير وقع بينما كانت الحافلة التابعة لشركة دان تسير في شارع الملك داود في تل أبيب ، بالقرب من مجمع وزارة الدفاع. وعن الأصابات فتردد أن هناك 21 شخصا أصيبوا، ينهم 5 تراوحت حالتهم بين المتوسطة والخطيرة، فيما ووصفت حالة شخصين آخرين بأنها حرجة جداً . وأصدرت كتائب شهداء الأقصى بيانا أعلنت فيه مسؤوليتها عن الهجوم ، و باركت حركة حماس الانفجار ، معتبرة أنه عملية بطولية ومباركة وشجاعة جاءت نتيجة للعدوان الإسرائيلي المتواصل على قطاع غزة.

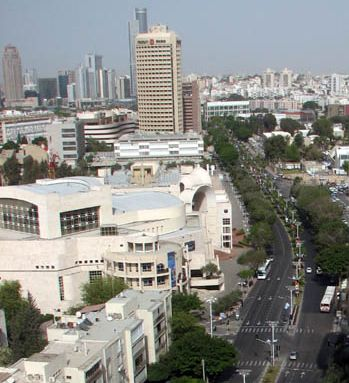
شارع الملك داود